# سائل هيدروليكي

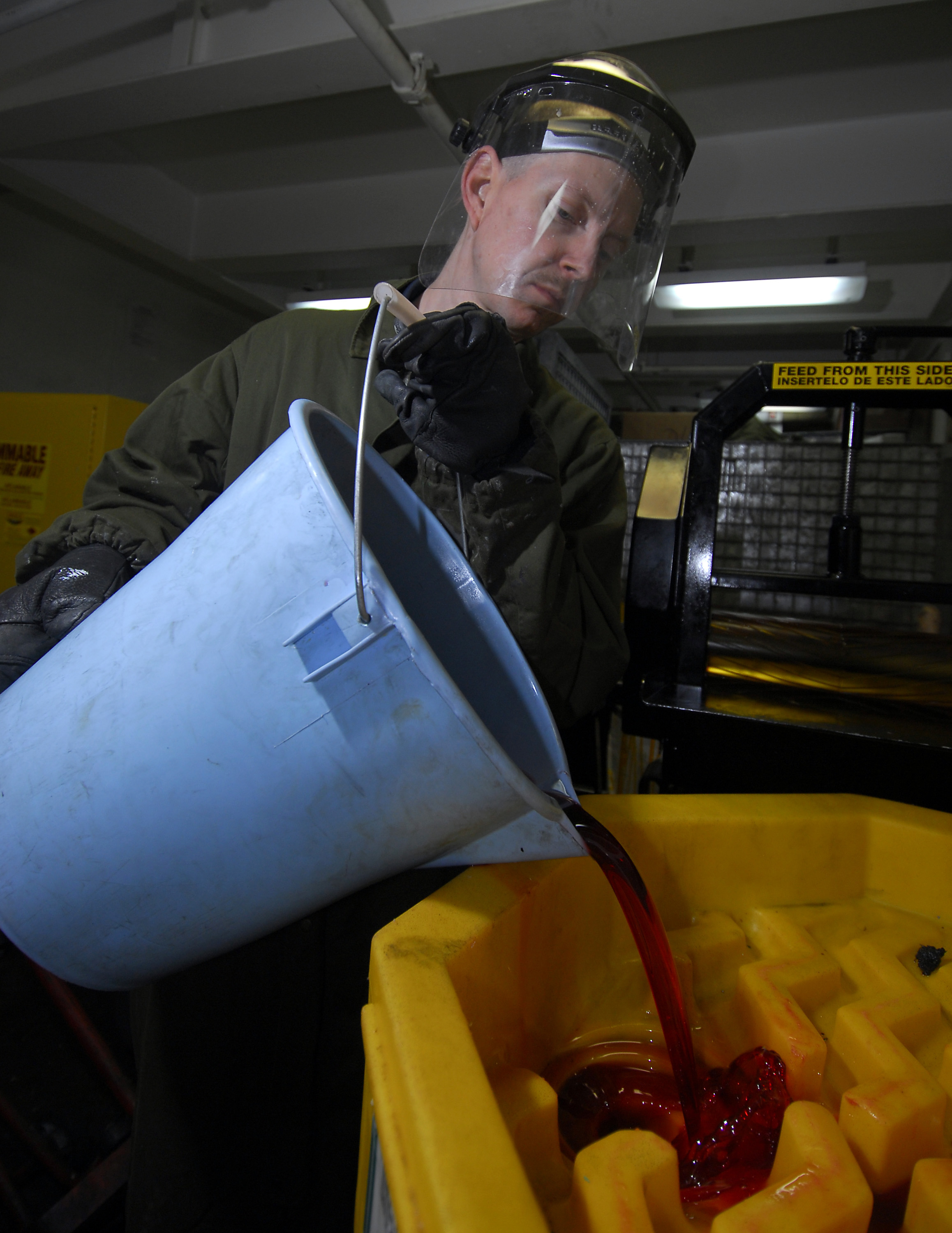
عملية صب مائع هيدروليكي

المائع الهيدروليكي، ويعرف أيضًا بـالسائل الهيدروليكي، هو الوسيط الذي تنتقل به القوة في الآلات الهيدروليكية. تعتمد الموائع الهيدروليكية الشائعة على النفايات النفطية والزيوت المعدنية أو الماء. ومن أهم أمثلة الآلات التي تستعمل الموائع الهيدروليكية: الحفارات، المكابح الهيدروليكية، أنظمة التوجيه المؤازرة لعجلة القيادة، الروافع، شاحنات القمامة وبعض الآلات الصناعية.
تزداد كفاءة الآلات الهيدروليكية كلما كان المائع أقل انضغاطية.

## الوظائف والخصائص
الوظيفة الرئيسية للمائع الهيدروليكي هي نقل الطاقة. لكن لا تقتصر عند ذلك فحسب، بل هناك وظائف أخرى مهمة للمائع الهيدروليكي مثل حماية أجزاء الآلات الهيدروليكية. الجدول التالي يوضح الوظائف الرئيسية لبعض المائع الهيدروليكية وخصائصها التي تؤهلها لتلك الوظيفة.
| الوظيفة                  | الخاصية |
| ------------------------ | --- |
| وسيط لنقل الطاقة والتحكم | - غير قابلة للانضغاط (معامل حجم مرتفع) - تحرير سريع للهواء - تكوين رغاوي منخفض - تطاير منخفض                                                      |
| وسيط لانتقال الحرارة     | - سعة وتوصيلية حرارية جيدة |
| وسيط لمنع التسريب        | - لزوجة ومعامل لزوجة مناسبين - استقرار القص |
| التشحيم                  | - سيولة في درجات الحرارة المنخفضة - مستقر حراريًا وأكسديًا - استقرار التحلل بالماء - النظافة وقابلية الترشيح - خصائص مضادة للاهتراء - ممانعة التآكل |
| كفاءة المضخة             | - لزوجة مناسبة لتقليل التسريب الداخلي - معامل لزوجة مرتفع                                                                                         |
| وظائف خاصة               | - مقاومة الحريق - تعديلات الاحتكاك - مقاومة الإشعاعات                                                                                             |
| الأثر البيئي             | - سميّة منخفضة سواء كان جديدًا أو فاسد - قابلية التحلل البيولوجي                                                                                    |
| فترة العمل               | - ملائمة المادة |

## التركيب

### المكون الأساسي
اعتبر الماء هو المائع الهيدروليكي الأساسي، ويرجع استخدامه إلى قدماء المصريين. وفي بداية عشرينيات القرن العشرين، بدأ استخدام الزيوت المعدنية أكثر من الماء كمكون أساسي نظرًا لقدرته على التشحييم بالإضافة لإمكانية استخدامه في درجات حرارة تفوق نقطة غليان الماء. واليوم تعتمد معظم الموائع الهيدروليكية على الزيوت المعدنية كمكون أساسي.
تستخدم الزيوت الطبيعية مثل زيت السلجم (يسمى أيضًا زيت الكانولا) كمكون رئيسي لبعض الموائع الهيدروليكية التي تتطلب أن تكون متجددة المصدر وقابلة للتحلل الحيوي.
تستخدم مكونات أساسية أخرى لتطبيقات خاصة، مثل مقاومة الحريق ودرجات الحرارة القصوى. أمثلة على تلك المكونات هي: جلايكول، إستر، إستر فوسفات عضوية، بولي ألفولفين، بروبيلين جلايكول وزیت السليكون.

### مكونات أخرى
يمكن أن تحتوي الموائع الهيدروليكية على عدة مكونات كيميائية، يتضمن ذلك: الزيوت، ن-بوتانول، إسترات، بوليولكلين جلايكول، فسفات عضوية، سليكونات، هيدروكربونات أروماتية قلوية، بولي ألفولفينات، مثبطات التآكل، مضادات أكسدة، إلخ.

### موائع هيدروليكية قابلة للتحلل
يمكن الاستفادة من الموائع الهيدروليكية القابلة للتحلل المستخلصة من زيت السلجم (الكانولا) في التطبيقات الحساسة للبيئة (مثل الجرارات الزراعية، والتكريك البحري) وذلك عندما تكون هناك مخاطر من تسرب الزيوت. هذه الزيوت متوفرة كزيوت مخصصة أيزو 32، أيزو 46 وأيزو 68.

## مائع المكابح
يعد مائع المكابح نوعًا ثانويًا من الموائع الهيدروليكية ذات نقطة غليان مرتفعة، وذلك عندما يكون جديدًا (تُحدّد بنقطة الغليان عند الاتزان) وبعد امتصاص بخار الماء (تُحدّد بنقطة الغليان الرطبة). تحت تأثير حرارة الفَرْمَلَة، من الممكن أن يغلي كلًا من الماء الحر وبخار الماء في نظام المكابح إلى بخار ما يتسبب في حدوث فشل في المكابح. الموائع المعتمدة على الإيثر جلايكول تكون استرطابية، وتعمل الرطوبة الممتصة على تقليل درجة الغليان بصورة كبيرة مع مرور الوقت. لكن الموائع القائمة على الزيوت المعدنية والسليكونات تكون غير استرطابية.

## مائع نظام التوجيه المؤازر لعجلة القيادة
يعد نظام التوجيه المؤازر لعجلة القيادة نوعًا ثانويًا من الموائع الهيدروليكية. معظم هذه الموائع تكون قائمة على الزيوت المعدنية أو السليكونات، بينما يستخدم زيت نقل أوتوماتيكي مصنع من زيت اصطناعي.
استخدام مائع من نوع خاطئ يمكن أن يؤدي إلى فشل في مضخة نظام التوجيه المؤازر لعجلة القيادة.

## الأمان
نظرًا للأنظمة الهيدروليكية الصناعية التي تعمل عند ضغوط تصل لمئات الآلاف من PSI (باوند ثقلي في البوصة المربعة) ودرجات حرارة تصل لمئات الدرجات المئوية، يمكن أن تنتج الكثير من الإصابات والوفيات من فشل الأجزاء العاملة، لذا يجب أخذ الاحتياطات اللازمة دائمًا عند إجراء الصيانة لهذه الأنظمة.
يتعبر ماء-جلايكول وبوليول-إستر من الموائع الخاصة التي تمتلك خصائص حرارية وحلمهية ممتازة، لذا تستخدم في مكافحة الحرائق.

## الأسماء التجارية
من الأسماء التجارية التي تطلق على الموائع الهيدروليكية:
- أرنيكة Arnica
- تيلوس Tellus
- دوراد Durad
- فيركويل Fyrquel
- هوغتو-سيف Houghto-Safe
- هايدراوني كويل Hydraunycoil
- لوبريثيرم إنفايرو-سيف Lubritherm Enviro-Safe
- بايدرول Pydraul
- كوينتوليوبريك Quintolubric
- ريوفوس Reofos
- ريولوب Reolube
- فالفولين ألتراماكس Valvoline Ultramax
- سكايدرول Skydrol

## الأنظمة الهيدروليكية بالطائرات
مع تقدم أداء الطائرات في منتصف القرن العشرين، زادت القوة اللازمة لتشغيل الأنظمة الميكانيكية للتحكم بالطيران في الطائرات، وتدخلت الأنظمة الهيدروليكية لتقليل جهد الطيار.
يتم التحكم في المشغلات الميكانيكية بواسطة الصمامات، والتي بدورها تدار مباشرة من طاقم الطائرة (هيدروميكانيكيًا) أو بواسطة حواسيب تخضع لقوانين التحكم (طيران بالسلك).
القوى الهيدروليكية تستخدم لأغراض أخرى. من الممكن تخزينها في المراكم لتبدأ وحدة الطاقة الاحتياطية لبدء محركات الطائرة الرئيسية ذاتيًا. توزد العديد من الطائرات بمدافع M61 التي تستخدم القوى الهيدروليكية، ما يحقق معدل ثابت من الإطلاق.
تنتج القوة الهيدروليكية من المضخات التي تدار من المحرك مباشرة أو المضخات التي تدار كهربيًا. تستخدم المضخات الكهربية في الطائرات التجارية الحديثة، وفي حالة فشل جميع المحركات أثناء الطيران، يقوم الطيران بتحرير مراوح تدير مولّد كهربي وتستمد حركتها من سريان الهواء. يوفر ذلك طاقة كهربية للمضخات الهيدروليكية وأنظمة التحكم نظرًا لانعدام الطاقة القادمة من المحركات. من الممكن في ذلك النظام وغيره أن توفر المضخات الكهربية إطالة زمنية لهبوط الطائرة في حالة عدم عمل المحرك.